# زبیلان (کارولینای شمالی)
زبیلان (به انگلیسی: Zebulon) شهری در ایالت کارولینای شمالی کشور ایالات متحده آمریکا است که جمعیت آن در سرشماری سال ۲۰۱۰ میلادی، ۴٬۴۳۳ نفر بوده‌است.